# Kate O’Mara

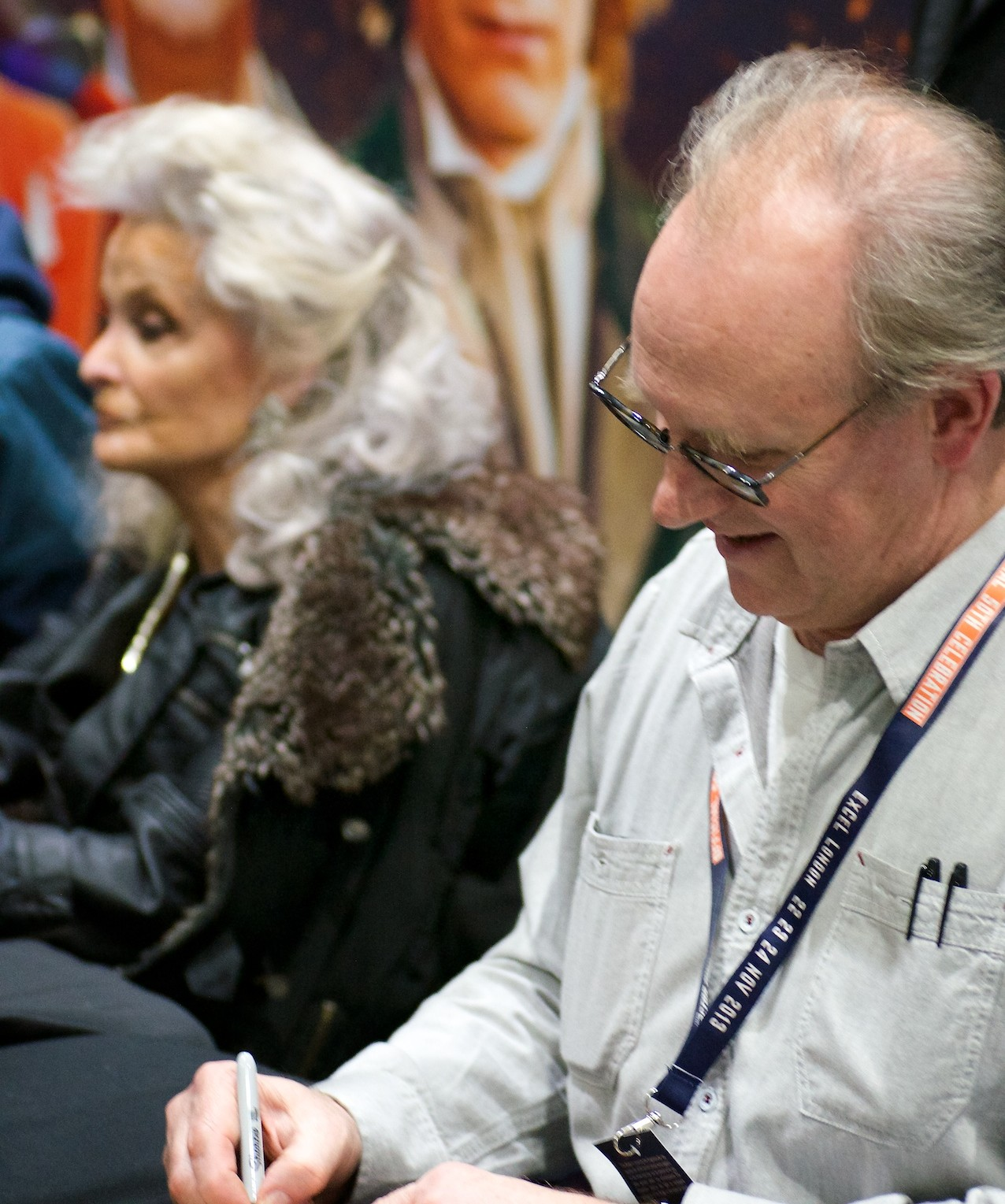
Kate O’Mara podczas obchodów 50-lecia Doktora Who w 2013 r. wraz z Peterem Davisonem

Kate O’Mara, właśc. Francesca Meredith Carroll (ur. 10 sierpnia 1939 w Leicesterze, zm. 30 marca 2014 w Sussex) − brytyjska aktorka filmowa, teatralna i telewizyjna.

## Życiorys

### Wczesne lata
Urodziła się w Leicesterze, w hrabstwie niemetropolitarnym Leicestershire jako Francesca Meredith Carroll, córka Johna F. Carrolla i aktorki Hazel Bainbridge. Jej młodsza siostra Belinda Carroll (ur. 22 lipca 1945) była także aktorką. Po ukończeniu szkoły z internatem uczęszczała do szkoły sztuk pięknych, zanim została aktorką na pełny etat.

### Kariera
Zadebiutowała na ekranie jako Annie Knowles w komediodramacie Home and Away (1956). Rok potem pojawiła się jako pielęgniarka w jednym z odcinków serialu ATV Emergency-Ward 10 (1957). Karierę sceniczną rozpoczęła na scenie w komedii Williama Shakespeare’a Kupiec wenecki (1963). Wkrótce powróciła na ekran w horrorze Korupcja (Corruption, 1968) u boku Petera Cushinga, komedii Wielka Katarzyna (Great Catherine, 1968) z udziałem Petera O’Toole i Jeanne Moreau oraz serialach ITV: Święty (Saint, 1967–1968) i Rewolwer i melonik (The Avengers, 1969).
W 1970 roku pojawiła się w dwóch horrorach wyprodukowanych przez studio Hammer: Wampiryczni kochankowie (The Vampire Lovers) z Ingrid Pitt i Horror Frankensteina (The Horror of Frankenstein) Jimmy’ego Sangstera. Można ją było także dostrzec w niewielkiej roli Anny Skriabiny w melodramacie Blake’a Edwardsa Nasienie tamaryndowca (The Tamarind Seed, 1974) u boku Julie Andrews, Anthony’ego Quayle’a, Bryana Marshalla i Omara Sharifa.
Regularnie występowała jako Jane Maxwell w serialu BBC The Brothers (1975–1976), a następnie jako Katherine Laker w operze mydlanej BBC Triangle (1981–1982), która zyskała bardzo krytyczne recenzje i zniknęła z anteny po trzech sezonach. Po występie jako Rani w serialu Doktor Who (1985), została obsadzona w roli Cassandry „Caress” Morell, siostry Alexis Colby (Joan Collins) w 17 odcinkach szóstego sezonu i 4 odcinkach siódmego sezonu opery mydlanej ABC Dynastia (Dynasty, 1986). Po powrocie do Wielkiej Brytanii pojawiła się jako kolejny komiczny czarny charakter, Laura Wilde, w operze mydlanej BBC Howards' Way (1989–1990).
W 2006 wzięła również gościnnie udział w seryjnym słuchowisku radiowym Nebulus. W marcu 2008 grała Marlene Dietrich w spektaklu Lunch z Marleną. Od sierpnia do listopada 2008 roku grała rolę pani Cheveley w sztuce Oscara Wilde’a Mąż idealny w reżyserii Petera Halla.
Kate O’Mara napisała dwie nowele i dwie książki inspirowane historiami z jej życia.

## Życie prywatne
Była dwukrotnie mężatką i rozwódką; z Jeremym Youngiem (1961-1976) i Richardem Willisem (1993–1996). Ze związku z Davidem Orchardem miała nieślubnego syna, Chrisa Linde (ur. 12 maja 1965), jednak musiała zrezygnować z adopcji, ale później ponownie się z nim pogodziła. Ze związku z Ianem Cullenem, miała także drugiego syna, Dickona Younga (ur. w styczniu 1963, zm. 31 grudnia 2012).
Była wegetarianką i działaczką na rzecz praw zwierząt. Przebywała w domu opieki w Anglii w hrabstwie Sussex. 30 marca 2014 zmarła po krótkiej chorobie w wieku 74 lat.

## Filmografia

### Seriale TV
- 1957: Emergency – Ward 10 jako pielęgniarka
- 1964: Żadnej kryjówki (No Hiding Place) jako Doris Winslow
- 1965: Tajemniczy agent (Secret Agent) jako Annette
- 1965: Gaslight Theatre jako pacjentka
- 1966: Sąd wojskowy (Court Martial)
- 1966: Żadnej kryjówki (No Hiding Place) jako Carole
- 1966: Weavers Green jako Mick Armstrong
- 1967: Święty (Saint) jako Nadine/Yvette
- 1967: Z-Cars jako Kate
- 1967: Witamy w Japonii, panie Bond (Welcome to Japan, Mr. Bond) jako asystentka panny Moneypenny
- 1967: Adam Adamant Lives! jako Sonia Fawzi
- 1967: Święty (Saint) jako Teresa Montesino
- 1967: Rozwiązywania problemów (The Troubleshooters) jako Kim Hart
- 1968: Mistrzowie (The Champions) jako Jane Purcell
- 1968: Święty (Saint) jako Annabelle
- 1969: Z-Cars jako Mae Astell
- 1969: Department S jako Pietra
- 1969: Rewolwer i melonik (The Avengers) jako Lisa
- 1972: Partnerzy (The Persuaders!) jako Heidi Schulman
- 1985: Doktor Who jako Rani
- 1986: Dynastia (Dynasty) jako Cassandra „Caress” Morell
- 1986: Dempsey i Makepeace na tropie (Dempsey & Makepeace) jako Joyce Hargreaves
- 1987: Doktor Who jako Rani
- 1990: Cluedo jako pani Peacock
- 1993: Doktor Who: Dimensions in Time jako Rani
- 1995: Absolutnie fantastyczne (Absolutely Fabulous) jako Jackie Stone, siostra Patsy
- 1997: Nowe przygody Robin Hooda (The New Adventures of Robin Hood) jako lady Isabelle
- 2003: Crossroads jako lady Alice Fox
- 2003: Absolutnie fantastyczne (Absolutely Fabulous) jako Jackie Stone, siostra Patsy

### Filmy fabularne
- 1992: Aladyn (Aladdin) jako pani Roly Poly (głos)
- 1993: Comic Relief (Comic Relief: The Invasion of the Comic Tomatoes) jako pacjentka